# Гребенечуб
Гребенечуб (Rupicola) — рід горобцеподібних птахів родини котингових (Cotingidae).

## Опис
Довжина тіла птаха дорівнює приблизно 32 см. Самці мають золотисто-помаранчеве забарвлення. На чубі є чорна смужка, крила строкаті, чорного кольору з білими плямами. Самиці обох видів мають однокольорове коричневе з матовим блиском пір'я. Яскраво виражений статевий диморфізм вказує на полігамність птахів.

## Ареал

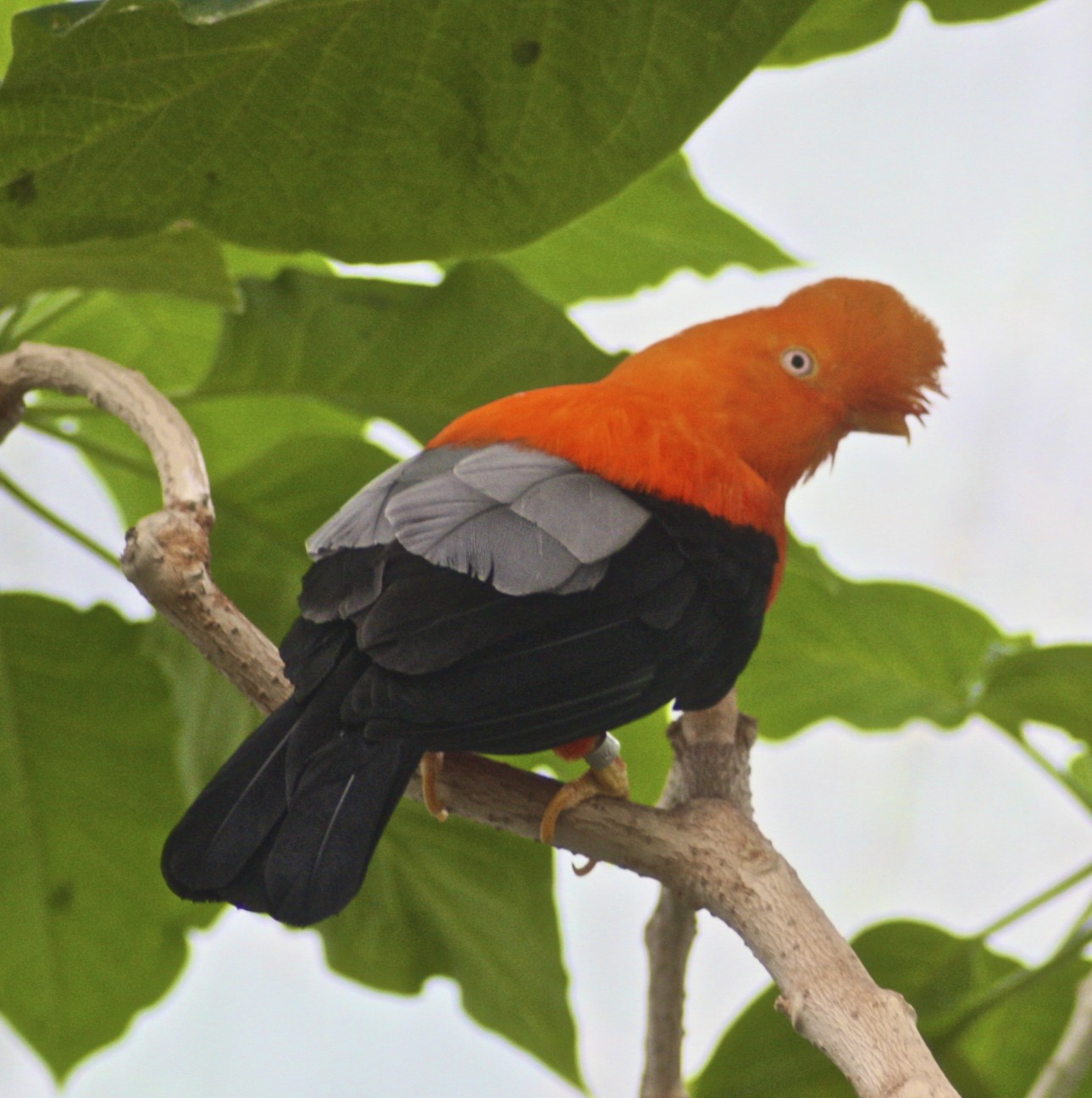
Гребенечуб андійський

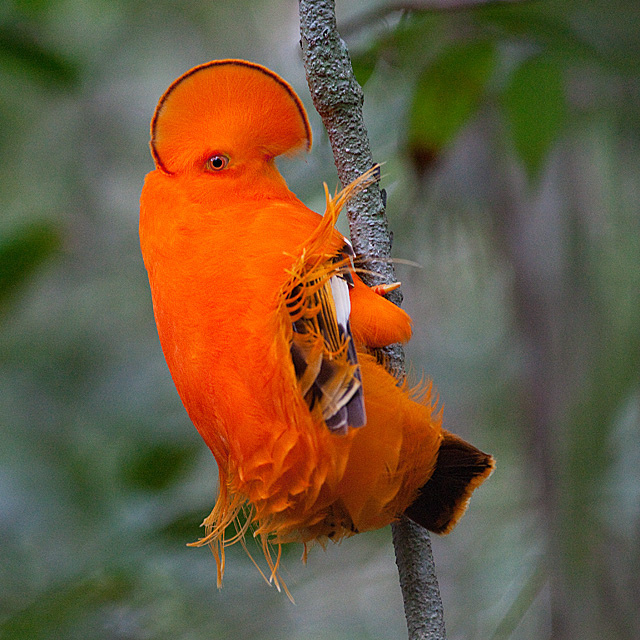
Гребенечуб гвіанський

Гребенечуб гвіанський (Rupicola rupicola) зустрічається в глухій гущавині тропічних лісів на території Колумбії, Північної Бразилії, Південної Венесуели і Гвіани. Цей птах віддає перевагу тим лісовим районам, де є скелі. Часто гребенечуби поселяються на берегах приток рік Оріноко та Амазонки.
Гребенечуб андійський (Rupicola peruviana) зустрічається в гірських лісах. Він живе лісах Анд у Північно-західній Венесуелі і північніше до Еквадору, Колумбії та Перу. Найчастіше ці птахи гніздуюься уздовж обривистих берегів гірських струмків, швидких річкових потоків і водоспадів.

## Живлення
Гребенечуби живуть на нижньому ярусі вологих тропічних лісів. Більшу частину часу вони проводять на деревах у пошуках стиглих плодів, що становлять основу їхнього раціону. За допомогою малого гострого дзьоба півники збирають пальмові плоди та ягоди.

## Розмноження
Гребенечуби є полігамними птахами, тобто вони не утворюють постійних пар, а кожного року паруються з новим партнером. У період гніздування гребенечуби групами збираються на спільні токовища. Птахи токують на рівних кам'янистих майданчиках, на кожному з яких збирається близько 50-60 особин. Кожен самець займає на цій території своє індивідуальне місце. Він ретельно очищає його від рослинного сміття — сухої трави та гілок — і лише після цього приступає до токування.
Токуючий самець демонструє віялоподібний чуб, при цьому він схиляє голову набік, розпрямляє хвіст і прикрашені кольоровим пір'ям крила. Птахи танцюють довго, дуже часто завмираючи в нерухомих позах. Цей ритуал спрямований на залучення самок. Між самцями не буває поєдинків. Поки самці танцюють, самки спостерігають за ними, сидячи в кущах, зрідка вони спускаються до самців, а потім знову ховаються в кущі. Після спаровування самка ліпить гніздо з багна. Пташка прикріплює гніздо до рівної скелястої стіни.
Гніздо гребнечубів чашоподібне, неглибоке. Зовні птахи укріплюють свої гнізда гілочками і прикрашають їх листочками. Іноді група самок влаштовує гнізда на одній стіні. Самка гребенечуба відкладає двоє яєць. Яйця цих птахів білі, вкриті коричневими плямами. Самка насиджує їх протягом 19-28 днів. Самці не беруть участі в насиджуванні кладки і вихованні потомства. Самка гребенечуба вигодовує пташенят комахами, жабами і ящірками. Період вигодовування становить приблизно 21-44 дні.

## Види
- Гребенечуб андійський (Rupicola peruvianus).
- Гребенечуб гвіанський (Rupicola rupicola).